# Vuk Bobaljević
Vuk Bobaljević (? − 1473.) je bio hrvatski humanist i pjesnik latinist iz Dubrovnika, sin dubrovačkog diplomata, kneza i vijećnika Mihovila.